# KMN Puntar
Il Klub Malega Nogometa Puntar è una squadra slovena di calcio a 5 con sede a Tolmino.

## Storia
La squadra è stata costituita nel 1974 ma la società è stata registrata ufficialmente solamente nel 1994.

## Rosa 2012-2013
| N. |                     | Ruolo | Calciatore       |
| -- | ------------------- | ----- | ---------------- |
| 1  | Slovenia (bandiera) | G     | Robert LEVPUŠČEK |
| 2  | Slovenia (bandiera) | P     | Nino ZALAŠČEK    |
| 3  | Slovenia (bandiera) | P     | Igor KRAGELJ     |
| 4  | Slovenia (bandiera) | P     | Klemen IVANČIČ   |
| 5  | Slovenia (bandiera) | P     | Andrej RUTAR     |
| 7  | Slovenia (bandiera) | P     | Borut RUČNA      |
| 8  | Slovenia (bandiera) | P     | Benjamin Melink  |
| 9  | Slovenia (bandiera) | P     | Jure URŠIČ       |
| 10 | Slovenia (bandiera) | P     | Dražen ŽARIČ     |

| N. |                     | Ruolo | Calciatore       |
| -- | ------------------- | ----- | ---------------- |
| 11 | Slovenia (bandiera) | P     | Tilen ŠTENDLER   |
| 13 | Slovenia (bandiera) | P     | Žiga VIDIČ       |
| 17 | Slovenia (bandiera) | P     | Andraž GREGORČIČ |
| 18 | Slovenia (bandiera) | P     | Matic GABERŠČEK  |
| 21 | Slovenia (bandiera) | P     | Dejan Bizjak     |
| 22 | Slovenia (bandiera) | P     | Gaj Rosič        |
| 23 | Slovenia (bandiera) | P     | Aljaž LAHARNAR   |
| 26 | Slovenia (bandiera) | G     | Aljoša MOHORIČ   |
| 31 | Slovenia (bandiera) | G     | Žan LOGAR        |

## Palmarès
- Campionato sloveno: 2
  - 2007, 2009
- Coppa di Slovenia: 3
  - 2004, 2007, 2008
- Supercoppa di Slovenia: 2
  - 2008, 2009